# Natalia Aspesi
Natalia Aspesi (IPA: /nataˈli.a ˈaspezi/; Milano, 24 giugno 1929) è una giornalista, scrittrice e critica cinematografica italiana.

## Biografia
Figlia di una maestra elementare e di un rappresentante di tessuti, morto quando lei aveva 4 anni, nonché cugina di Anna Piaggi.
La sua attività di giornalista ha avuto inizio nel 1957, con articoli scritti sul quotidiano La Notte. In seguito, nei primi Anni Sessanta, fu inviata de Il Giorno, per divenire successivamente critica cinematografica per il quotidiano La Repubblica.
Dai primi Anni Novanta cura, sul settimanale Il Venerdì di Repubblica, la rubrica Questioni di cuore, nella quale risponde con partecipazione e vivacità a lettere in cui persone espongono dubbi ed incertezze sull'amore e sul sesso. Firma la rassegna di critica cinematografica (Cinema) su «D-Donna».
Sensibile alle tematiche femministe, saggista, scrittrice di romanzi, nel 1973 ha pubblicato per Fabbri il suo primo libro, La donna immobile, cui sono seguiti Lui! Visto da lei (1978), Vivere in tre (1981), Il lusso e l'autarchia (1982) sulla storia della moda durante il regime fascista, e Questioni di amore: amori e sentimenti degli italiani all'ombra del Duemila (1994). Più avanti, è divenuta critica nei confronti del «neofemminismo», tacciato di essere vittimista.
Nel 2023, a 93 anni, racconta nella sua rubrica Questioni (non solo) di cuore di essere stata colpita da un ictus che la ha tenuta per dieci giorni in coma.

## Curiosità
Dura e storicamente priva di fondamento è stata la sua posizione sull'opera di Tolkien, da lei definita un po' «naziskin».

## Vita privata
Natalia Aspesi è stata la compagna di Antonio Sirtori dal 1985 fino alla morte di lui, avvenuta nel 2012. Sul non essersi mai sposata, dichiarò nel 2015: 

## Opere
- La donna immobile, Milano, Fabbri Editori, 1973, SBN RAV0758003.
- Che cos'è un marito: visto dalla donna, con Nives Canestrini, Maria Rosa Cutrufelli, Maria Valeria Della Mea, Elena Ercolani, Angela Grotti, Maria Iazzurlo, Joyce Lussu e Marusca Modesti, Milano, Mazzotta, 1978, ISBN 88-202-0211-5.
- Natalia Aspesi e Lietta Tornabuoni (a cura di), Corpo a corpo: una cultura per la sopravvivenza, Milano, Bompiani, 1978, SBN UPG0015049.
- Lui! Visto da lei, Milano, Rizzoli, 1978, SBN MOD0053755.
- Vivere in tre, Milano, Rizzoli, 1981, SBN SBL0347171.
- Il lusso & l'autarchia. Storia dell'eleganza italiana 1930-1944, Milano, Rizzoli, 1982, SBN BAS0288311.
- Nello Ajello, Natalia Aspesi, Gianni Borgna, Omar Calabrese, Mino Monicelli, Paolo Murialdi, Domenico Porzio, Alberto Statera, Lietta Tornabuoni, Giuseppe Turani, Sergio Turone e Sergio Valentini, Perché loro: Armani, Baudo, Berlusconi, Biagi, Dalla, De Benedetti, Eco, Falcao, Forattini, Nicolini, Pertini, Scalfari, Roma-Bari, Laterza, 1984, ISBN 88-420-2511-9.
- Vizi e virtù della nostra cucina, Milano, BECA, 1986, SBN BVE0237748.
- Natalia Aspesi e Maria Letizia Strocchi, Valore donna: l'immagine femminile nella banconota, prefazione di Nilde Iotti, Firenze, Pineider, 1991, SBN RAV0173625.
- Natalia Aspesi, Elisabetta Gulli Grigioni e Riccardo Carapelli, Scrivere per amore, prefazione di Giulio Tamassia, Firenze, Pineider, 1993, SBN CFI0255057.
- Questioni di cuore: amori e sentimenti degli italiani all'ombra del Duemila, Milano, Longanesi, 1994, ISBN 88-304-1225-2.
- Natalia Aspesi, Festival e funerali: dai costumi ai malcostumi: una storia italiana, a cura di Andrea Gentile e Aurelio Pino, Milano, Il saggiatore, 2011, ISBN 978-88-428-1653-9.
- Amore mio, ti odio: questioni di cuore: amare in Italia, ieri oggi e domani, Milano, Il Saggiatore, 2014, ISBN 978-88-428-1996-7.
- Sentimental: diario italiano di amore e disamore, Roma-Bari/Roma, Laterza/la Repubblica, 2014, ISBN 978-88-581-1234-2.
- Delle donne non si sa niente: le italiane: come erano, come sono, come saranno, Milano, Il Saggiatore, 2015, ISBN 978-88-428-2125-0.[11]

## Riconoscimenti
- Premio Letterario città di Palmi, 2000.
- Premio "È giornalismo", 2001.
- Giornalista dell'anno per la carta stampata, 2001.[12]
- Premio Matilde Serao, 2003.[13];
- Premio Alvise Cornaro, 2007.
- Premio Vittorio De Sica, 2013.[14]
- Premio speciale giornalistico Premio letterario Viareggio-Rèpaci, 2020.